# Fidena loricornis
Fidena loricornis är en tvåvingeart som beskrevs av Krober 1931. Fidena loricornis ingår i släktet Fidena och familjen bromsar. Inga underarter finns listade i Catalogue of Life.